# نورس فرانكلين

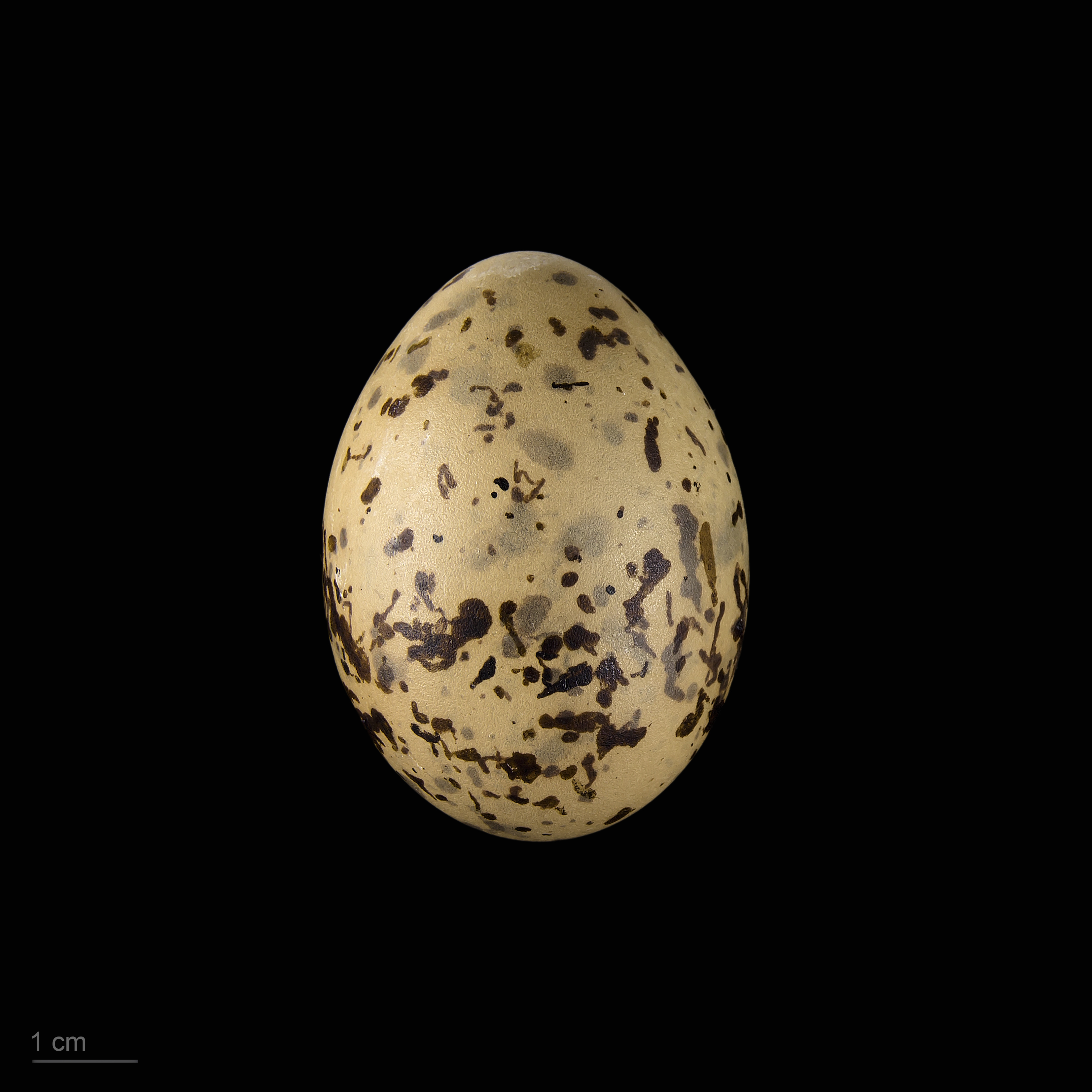
Leucophaeus pipixcan

نورس فرانكلين (الاسم العلمي: Larus pipixcan) (بالإنجليزية: Franklin's Gull)‏ هو نوع من الطيور يتبع جنس النورس من الفصيلة النورسية.